# 曽呂温泉
曽呂温泉（そろおんせん）は、千葉県鴨川市（旧国安房国）にあった温泉・旅館。

## 泉質
- 源泉の色は茶褐色
- 硫黄臭がある
- 源泉温度: 15℃（入浴用に加熱している）

## 温泉地
太平洋に注ぐ曽呂川の上流に、1軒宿である旅館「曽呂温泉」が存在したが、2016年頃には休業状態となり、2024年現在は既に閉館、閉業したと思われる。
日帰り受付も行っていた。

## 歴史
千葉県内の温泉の中でも、歴史は古い部類に属する。開湯は約70年前であり、田んぼの真ん中から源泉が湧出していたという。地名の由来は、かつてこの一帯に「僧侶」がいたものの、僧侶らが去ったために漢字からニンベンを取った「曽呂」になったという。

## アクセス
鴨川日東バス
- 鉄道 : 内房線太海駅よりバスで約10分。